# آن إس. مور
آن إس. مور (بالإنجليزية: Ann S. Moore) هي محللة مالية أمريكية، ولدت في 29 مايو 1950 في بيلوكسي في الولايات المتحدة.

## وصلات خارجية
- آن إس. مور على موقع إن إن دي بي (الإنجليزية)